# Liste der Monuments historiques in Saint-Vrain (Essonne)
Die Liste der Monuments historiques in Saint-Vrain (Essonne) führt die Monuments historiques in der französischen Gemeinde Saint-Vrain auf.

## Liste der Bauwerke
| Bezeichnung       | Beschreibung | Standort | Kennzeichnung | Schutzstatus | Datum | Bild |
| ----------------- | ------------ | -------- | ------------- | ------------ | ----- | ---- |
| Kirche St-Caprais |              | (Lage)   | PA00088012    | Inscrit      | 1926  |      |
| Obelisk           |              | (Lage)   | PA00088013    | Inscrit      | 1948  |      |

## Liste der Objekte
- Monuments historiques (Objekte) in Saint-Vrain (Essonne) in der Base Palissy des französischen Kultusministeriums